# مراسم مرزی واهگه
مراسم پایین آوردن پرچم در مرز واهگه یک تمرین نظامی روزانه است که نیروهای امنیتی هند و پاکستان به صورت مشترک از سال ۱۹۵۹ دنبال کرده‌اند. این تمرین با مانورهای شبه‌رقص استادانه و سریع که «رنگارنگ» توصیف شده‌است شناخته می‌شود.